# The Slumdon Bridge
The Slumdon Bridge é um EP de colaboração entre o cantor e compositor britânico Ed Sheeran com o rapper americano Yelawolf. Foi lançado em 14 de fevereiro de 2012 em formato de download digital gratuitamente no Reino Unido. A segunda faixa do EP, "You Don't Know (For Fuck's Sake)" (ou "For F**k's Sake"), foi disponibilizado para download gratuitamente através da página do Twitter de Sheeran e em vários sites de hip hop em 24 de janeiro, como o single principal do EP.
Um trailer para o projeto foi lançado, mostrando os dois artistas no estúdio gravando as músicas do disco. O EP foi lançado nos Estados Unidos em 24 de abril de 2012 via iTunes através da Interscope Records.

## Faixas
Todas as faixas escritas e compostas por Jake Gosling, Yelawolf e Ed Sheeran. 
| N.º            | Título                             | Duração |  |
| 1.             | "London Bridge"                    | 4:54    |  |
| 2.             | "You Don't Know (For Fuck's Sake)" | 3:33    |  |
| 3.             | "Faces"                            | 3:19    |  |
| 4.             | "Tone"                             | 2:17    |  |
| Duração total: | Duração total:                     | 14:03   |  |

### Versão limpa
Todas as faixas escritas e compostas por Jake Gosling, Yelawolf e Ed Sheeran. 
| N.º            | Título                             | Duração |  |
| 1.             | "London Bridge"                    | 4:54    |  |
| 2.             | "You Don't Know (For F**k's Sake)" | 3:33    |  |
| 3.             | "Faces"                            | 3:19    |  |
| 4.             | "Tone"                             | 2:17    |  |
| Duração total: | Duração total:                     | 14:03   |  |

## Histórico de lançamento
| Região         | Data                    | Gravadora                 | Ref.  |
| -------------- | ----------------------- | ------------------------- | ----- |
| Reino Unido    | 14 de fevereiro de 2012 | Lançado independentemente | [ 1 ] |
| Estados Unidos | 24 de abril de 2012     | Interscope                | [ 4 ] |